# Stichopogon californica
Stichopogon californica is een vliegensoort uit de familie van de roofvliegen (Asilidae). De wetenschappelijke naam van de soort is voor het eerst geldig gepubliceerd in 2012 door Zhang, Scarbrough & Yang.